# Lestyán-Goda János
Lestyán-Goda János (Szarvas, 1972. szeptember 13. –) szobrász, fafaragó.

## Pályafutása
1992 és 1998 között Magyar Képzőművészeti Főiskolán tanult, ahol mestere Segesdi György volt, majd 1999-ben mesteriskolát végzett. Elsősorban kővel dolgozik.

## Díjak / ösztöndíjak
- 2007 Békés Megye képviselő-testülete, Kiállítási Szakmai Díj
- 1998 Magyar Ingatlanszakmai Egyesület, Kisplasztikai Pályázat, I. díj
- 1997 Providencia Biztosító Ösztöndíj
- 1991 Csontváry-díj
- 1990 Zoltánfi István-díj

## Kiállítások

### Egyéni kiállítások
- 2007 „Múló idő állandósága” Tessedik Sámuel Múzeum, Szarvas
- 2006 Korunk Galéria, Galgóczi Erzsébet Városi Könyvtár, Győr; Kölcsey Központ Kiállítóterme, Debrecen
- 2004 Pincegaléria, Balatonboglár; Konzervatórium, Debrecen; Magyar Képzőművészeti Egyetem Parthenon-fríz terem - Epreskert
- 2003 Tessedik Sámuel Múzeum, Szarvas
- 2002 Mű-terem Galéria, Debrecen
- 2000 Önkormányzati Kiállítóhely, Szarvas; San Marco Galéria, Budapest
- 1999 Polaris Galéria, Budapest

### Csoportos kiállítások
- 2010 „A MÚLÓ IDŐ ÁLLANDÓSÁGA” – Lestyán Goda János szobrászművész és Bereznai Péter, Mű-Terem Galéria - Debrecen
- 2008 Kortárs Galéria, Dunaszerdahely
- 2007 Békéscsaba Alföldi Tárlat
- 2005 Siófok; Lendva, Szlovénia; Dunaszerdahely, Szlovákia; Zalaszentgrót; Arthority Galéria, Budapest
- 2004 Tessedik Sámuel Múzeum, Szarvas; Zalaszentgrót
- 2003 Zalaszentgrót; Millenáris Galéria, Budapest
- 1999 Mezőtúr; Alföldi Tárlat, Békéscsaba; Kisplasztikai Biennálé, Pécs
- 1997 Képtár, Szeged; Providencia Székház, Budapest; Ráckevei Képtár, Ráckeve
- 1999 XVI. Országos Kisplasztikai Biennálé, Pécs

## Köztéri munkák
- 2016 Mendöl Tibor, Szarvas, Vajda Péter Evangélikus Gimnázium
- 2008 Reformációi Emlékpark, Budapest; Múló idő állandósága, Dunaszerdahely
- 2007 Harcsák násza, Gyulavári; Ívó halak, Laskó (Szlovénia)
- 2006 100 Éves a Halászati Kutatás dombormű, Budapest, Szarvas; Compó Laskó (Szlovénia)
- 2005 Kálmán István Emléktábla, Termálfürdő, Mezőberény; Halság Lendva (Szlovénia); Halforma, II. Siófok- Töreki
- 2004 Halpár, Termálfürdő, Zalaszentgrót
- 2002 Szabó Lőrinc, Debrecen
- 2000 Történelmi Emlékút, Szarvas; Szarvas Város Újratelepítése Emlékmű (közös alkotás Szabó László szobrászművésszel)
- 1999 Halforma, Mezőtúri Művésztelep
- 1997 Női forma I., Ráckevei Képtár, Ráckeve
- 1997 Túzok, Providencia Székháza, Budapest